# Mining League
De  Mining League (gesponsord door One and All Sports) was een Engelse regionale voetbalcompetitie uit Cornwall. Er waren drie divisies en de Division One bevond zich op het dertiende niveau in de Engelse voetbalpiramide. De kampioen van de hoogste divisie kon promoveren naar de Cornwall Combination. 
In 2011 vormde de Mining League samen met de Falmouth & Helston League de Trelawny League.